# Dendrophryniscus leucomystax
Dendrophryniscus leucomystax es una especie de anfibios de la familia Bufonidae.
Es endémica de Brasil.
Su hábitat natural incluye bosques secos tropicales o subtropicales y marismas de agua dulce.
Está amenazada debido a la destrucción de su hábitat.